# 鏡味正二郎
鏡味 正二郎（かがみ せいじろう、1972年12月4日 - ）は、太神楽曲芸協会、落語芸術協会に所属する太神楽曲芸師。ボンボンブラザース鏡味繁二郎門下。本名∶松田 正史。

## 経歴
- 1995年：国立劇場第一期太神楽研修生として研修開始[2]。
- 1998年
  - 3月：研修修了[2]。
  - 4月：鏡味繁二郎に入門[1]。鏡味正二郎となる[1][2]。落語芸術協会にて前座修業開始[2]。
- 1999年：前座修業修了[2]。

## 人物
- 趣味は立ち喰いそばめぐり[2]。